# Ezequiel Lavezzi
Ezequiel Iván Lavezzi (pronunție în spaniolă [eseˈkjel iˈβan laˈβesi]; italiană: [laˈvedd͡zi]; n. 3 mai 1985, Villa Gobernador Gálvez⁠(d), Provincia Santa Fe, Argentina) este un fotbalist argentinian retras din activitate, care a evoluat pe poziția de atacant sau mijlocaș ofensiv.
Și-a început cariera la Estudiantes (BA), iar după un sezon a semnat cu Genoa, care l-a împrumutat la San Lorenzo, unde s-a transferat în cele din urmă cu titlul permanent. În 2007, a semnat cu Napoli, unde a câștigat Coppa Italia în 2012. Performanțele sale de acolo i-au adus un transfer de 26,5 milioane de euro la Paris Saint-Germain în 2012, unde a jucat peste 150 de meciuri pentru club și a câștigat trei titluri de Ligue 1, două Coupe de la Ligue și o Coupe de France. Și-a încheiat cariera în China, unde a jucat pentru Hebei China Fortune din 2016 până în 2019.
Lavezzi a reprezentat echipa națională de fotbal a Argentinei din 2007 până în 2016. A făcut parte din echipa care a câștigat o medalie de aur olimpică în 2008 și, de asemenea, i-a ajutat să ajungă în finala de la Campionatul Mondial de Fotbal 2014, Copa América 2015 și Copa América Centenario.

## Statistici carieră

### Club
La 26 mai 2013.
| Club                | Sezon         | Campionat | Campionat | Campionat   | Cupă    | Cupă   | Cupă        | Continent | Continent | Continent   | Total   | Total  | Total       |
| Club                | Sezon         | Meciuri   | Goluri    | Pase de gol | Meciuri | Goluri | Pase de gol | Meciuri   | Goluri    | Pase de gol | Meciuri | Goluri | Pase de gol |
| ------------------- | ------------- | --------- | --------- | ----------- | ------- | ------ | ----------- | --------- | --------- | ----------- | ------- | ------ | ----------- |
| Estudiantes (BA)    | 2003–04       | 39        | 17        | 6           | -       | -      | -           | -         | -         | -           | 39      | 17     | 6           |
| Estudiantes (BA)    | Total         | 39        | 17        | 6           | -       | -      | -           | -         | -         | -           | 39      | 17     | 6           |
| San Lorenzo         | 2004–05       | 29        | 9         | 3           | -       | -      | -           | 8         | 0         | 1           | 37      | 9      | 4           |
| San Lorenzo         | 2005–06       | 22        | 9         | 4           | -       | -      | -           | -         | -         | -           | 22      | 9      | 4           |
| San Lorenzo         | 2006–07       | 33        | 7         | 4           | -       | -      | -           | 5         | 1         | 1           | 38      | 8      | 5           |
| San Lorenzo         | Total         | 84        | 25        | 11          | -       | -      | -           | 13        | 1         | 2           | 97      | 26     | 13          |
| Napoli              | 2007–08       | 35        | 8         | 8           | 5       | 3      | 1           | -         | -         | -           | 40      | 11     | 9           |
| Napoli              | 2008–09       | 30        | 7         | 8           | 1       | 0      | 0           | 3         | 1         | 0           | 34      | 8      | 8           |
| Napoli              | 2009–10       | 30        | 8         | 6           | 1       | 1      | 0           | -         | -         | -           | 31      | 9      | 6           |
| Napoli              | 2010–11       | 31        | 6         | 12          | 1       | 1      | 0           | 9         | 2         | 3           | 41      | 9      | 15          |
| Napoli              | 2011–12       | 30        | 9         | 6           | 4       | 0      | 2           | 8         | 2         | 3           | 42      | 11     | 11          |
| Napoli              | Total         | 156       | 38        | 40          | 12      | 5      | 3           | 20        | 5         | 6           | 188     | 48     | 49          |
| Paris Saint-Germain | 2012–13       | 28        | 3         | 7           | 5       | 3      | 1           | 9         | 5         | 0           | 42      | 11     | 8           |
| Paris Saint-Germain | 2013–14       | 12        | 2         | 0           | 1       | 0      | 0           | 5         | 0         | 3           | 18      | 2      | 3           |
| Paris Saint-Germain | Total         | 40        | 5         | 7           | 6       | 3      | 1           | 14        | 5         | 3           | 60      | 13     | 11          |
| Total carieră       | Total carieră | 319       | 85        | 64          | 18      | 8      | 4           | 47        | 11        | 11          | 384     | 104    | 79          |

### Internațional
La 12 October 2013..
| Echipa    | An    | Meciuri | Goluri |
| --------- | ----- | ------- | ------ |
| Argentina | 2007  | 2       | 0      |
| Argentina | 2008  | 1       | 0      |
| Argentina | 2009  | 3       | 0      |
| Argentina | 2010  | 3       | 0      |
| Argentina | 2011  | 7       | 2      |
| Argentina | 2012  | 4       | 0      |
| Argentina | 2013  | 7       | 2      |
| Total     | Total | 27      | 4      |

### Goluri internaționale
| #  | Data             | Stadion                                     | Oponent | Scor | Rezultat | Competiția                                             |
| -- | ---------------- | ------------------------------------------- | ------- | ---- | -------- | ------------------------------------------------------ |
| 1. | 20 June 2011     | Estadio Monumental, Buenos Aires, Argentina | Albania | 1–0  | 4–0      | Meci amical                                            |
| 2. | 11 November 2011 | Estadio Monumental, Buenos Aires, Argentina | Bolivia | 1–1  | 1–1      | Calificările pentru Campionatul Mondial de Fotbal 2014 |
| 3. | 11 October 2013  | Estadio Monumental, Buenos Aires, Argentina | Peru    | 1–1  | 3–1      | Calificările pentru Campionatul Mondial de Fotbal 2014 |
| 4. | 11 October 2013  | Estadio Monumental, Buenos Aires, Argentina | Peru    | 2–1  | 3–1      | Calificările pentru Campionatul Mondial de Fotbal 2014 |

## Palmares

### Club
San Lorenzo
- Argentine Primera División: 2007 Clausura

Napoli
- Coppa Italia: 2011–12

Paris Saint-Germain
- Ligue 1: 2012–13
- Trophée des champions: 2013

### Individual
- Seria A Foreign Player of the Year: 2009-10
- Serie A Player of the Year: 2009-10
- Coppa Italia Player of the Tournament: 2012

### Internațional
Argentina
- Aur la Jocurile Olimpice de vară: 2008